# Negros no fundo do porão (Rugendas)
Negros no Fundo do Porão é uma obra do pintor alemão Johann Moritz Rugendas, publicada no livro Voyage Pittoresque dans le Brésil (Viagem Pitoresca Através do Brasil), de 1835, que reunia cem litografias produzidas durante as viagens de Rugendas pelo Brasil. A obra retrata a cena do porão de um navio que transportava escravos entre a África e a América, no século XIX. Na pintura, ficam exposta as condições de vida (e transporte) dos negros que foram trazidos como escravos. A coletânea de litografias do autor contribuiu para a abolição da escravatura , especialmente pelo quadro Negros no Fundo do Porão, por escancarar as condições desumanas e insalubres dos negros, sendo apontado, inclusive, como propaganda abolicionista, que estava em pauta na época.

## Análise simbólica

### Descrição
A litografia de Negros no Fundo do Porão tem 35,5 centímetros de altura por 51,3 de comprimento. A cena retratada na pintura acontece no porão de um navio negreiro. A única entrada de luz é uma abertura no teto do porão (escotilha), que ilumina os elementos centrais do quadro. O local está lotado: há cerca de trinta negros e três brancos. Porém, a cena não parece conter as marcas do que realmente se passava no tráfico negreiro - como aparece no poema de Castro Alves, O Navio Negreiro. É importante lembrar que Rugendas teve pouco ou nenhum contato com os navios tumbeiros, e o fato de que o desenho já havia sido planejado previamente salienta uma manipulação dos elementos da obra para se adequar à ótica europeia. Os brancos que estão na cena, dois homens e uma mulher, estão perto de prateleiras que eram usadas de cama para economizar espaço no transporte de escravos - o que revela, apesar da amenização do autor, as condições e quantidade de pessoas que dividiam aquele espaço. Um dos homens brancos, que está de costas para o espectador e vestido com uma camisa branca, colete verde e calças marrons, aponta o dedo no rosto de um dos homens negros, que está sentado no chão de braços cruzados, desviando o olhar. O outro homem branco, vestido com um terno e chapéu, está logo atrás do primeiro, segurando uma lanterna de querosene, que ilumina vagamente o porão escuro. Com eles há uma moça, que está de cabelo preso e camisa branca, e ajuda a carregar um homem negro que parece estar desacordado - algo que era comum, uma vez que a mortalidade nos navios negreiros podia chegar a até 50%, dependendo da distância da viagem. Ao redor dos três, há homens e mulheres negras, sentados no chão e em prateleiras. Todos eles aparecem nus ou com poucos panos cobrindo suas partes íntimas. Enquanto os que estão ao fundo aparecem sentados ou encostados nas paredes do navio, aqueles que estão na parte da frente do quadro permanecem deitados de bruços e uma das mulheres, sentada, carregando uma criança. Na parte esquerda do quadro, há alguns negros se cobrindo com um tecido branco e um deles está deitado em algo pendurado como uma rede. Logo ao lado dele, no centro da tela, um homem negro está de pé, na ponta dos dedos, com os braços levantados para alcançar algo que estão lhe entregando da abertura do porão.

### Técnica
O autor desenhou a obra Negros no Fundo do Porão usando lápis e guache sobre o papel e, para a publicação dos fascículos, a imagem foi adaptada à litografia. O desenho havia sido esboçado na Europa, antes da versão final ser elaborada em aquarela para a publicação no livro. A adaptação das imagens do livro para a litografia contou com a ajuda de 22 litógrafos profissionais, que desenvolveram técnicas pioneiras para imprimir os desenhos. O processo utilizado foi desenvolvido por Alois Senefelder e se baseia no fator repelente da água e do óleo. O litógrafo lavava a pedra de litografia com uma solução corrosiva à base de água, goma arábica diluída e ácido nítrico, que se prendia às partes que não estavam com o óleo da tinta usada pelo pintor; depois, aplicava-se uma tinta a base de óleo na parte corroída pela solução; por fim, a pedra era pressionada contra o papel, de uma forma que o desenho ficasse na folha e pudesse ser impresso diversas vezes. Um ponto negativo da impressão litográfica é a impossibilidade de se ter um texto em conjunto com a imagem na folha, fazendo com que a ilustração ficasse anexada à uma folha avulsa, com o nome do autor, do litógrafo, do tipo de pedra litográfica usada, da oficina que produziu a imagem e uma breve legenda.

### Viagem Pitoresca Através do Brasil
A obra Viagem Pitoresca Através do Brasil (Voyage Pittoresque dans le Brésil, em francês) foi a conclusão da viagem de Rugendas pela América Latina, reunindo 100 litografias em preto e branco, impressas em 20 fascículos. Cada fascículo era acompanhado por um texto do diário de viagens do escritor alemão Victor Aimé Huber, amigo pessoal do pintor, traduzido em francês e alemão. Quando retornou à Europa, o artista recebeu apoio do entusiasta Alexander von Humboldt e do editor-litógrafo francês Godefroy Engelmann (que possuía um estabelecimento conhecido e respeitado que produzia litografias) para publicar seus desenhos em Paris, na forma de fascículos. Durante a organização do livro, boa parte das obras - inclusive Negros no Fundo do Porão - foram encomendadas e/ou modificadas para atender aos costumes e à visão européia da América.

## Contexto histórico
A obra foi publicada no Século XIX, época em que o período escravocrata estava se aproximando do seu fim. Durante o período colonial, a mão de obra vigente foi de negros escravizados. Eles eram trazidos de diversas partes do continente africano e distribuídos pelo Brasil. Até 1845, o mercado escravocrata movimentava a economia colonial - apesar de críticos, como o poeta Castro Alves. Todavia, neste ano, a Inglaterra aprovou a uma lei conhecida com Bill Aberdeen, que permitia que o país inglês invadisse e tomasse o controle de naus que transportavam escravos. Esta medida foi tomada buscando ampliar o mercado consumidor inglês no Brasil - uma vez que o fim do trabalho escravo significava trabalhadores assalariados que podem consumir produtos.
Os resultados desta proibição do comercio de escravos só foi repercutir em leis brasileiras com a Lei Eusébio de Queirós, de 1850, que proibia a chegada de embarcações transportando escravos na costa brasileira. Esta lei foi considerada a primeira medida abolicionista tomada pelo Brasil. Apesar disso, um comércio clandestino de escravos se sustentou durante um tempo, até a criação de outras leis que dificultavam a prática, como a Lei do Ventre Livre, que previa que qualquer filho de escravo que tivesse nascido depois da promulgação da lei estaria liberto, ou a Lei do Sexagenário, que liberava os escravos com mais de 60 anos. Em 1888, a Princesa Isabel aprovou a Lei Áurea, que abolia de vez a escravidão no Brasil.

## O autor

### Johann Moritz Rugendas
Nascido no dia 29 de março de 1802, em Augsburgo, no Reino da Baviera (criado após as Guerras Napoleônicas e dissolvido em 1918), Johann Moritz Rugendas cresceu em uma família de artistas pintores de batalhas e seguiu o ofício familiar, tornando-se discípulo do alemão Albrecht Adam e posteriormente entrando na Academia de Belas Artes de Munique, especializando-se na arte do desenho. Com dezenove anos, Rugendas foi convidado para participar de uma expedição científica para o Brasil, organizada pelo barão Georg Heinrich von Langsdorff, na qual lhe foi oferecido todo o material necessário assim como um salário de mil francos por ano. Quando chegou ao país latino-americano, em 1822, o desenhista se viu no meio do avanço do processo de Independência brasileira. Apesar de ter ficado com os outros viajantes da expedição na Fazenda Mandioca, propriedade do barão, Rugendas frequentemente visitava a capital, se aproximando dos artistas da Missão Artística Francesa. Estas novas amizades ajudaram no desenvolvimento das técnicas artísticas do autor, algo que se refletiu na sua obra-prima "Viagem Pitoresca Através do Brasil", que viria a ser publicado anos mais tarde. No período em que visitava o Rio de Janeiro, o pintor produziu desenhos minuciosos sobre a fauna, a flora, os tipos físicos e a paisagem carioca, assim como retratos do Imperador D. Pedro I. Em 1824, uma série de desentendimentos entre o Rugendas e o barão Langsdorff fez com que o artista abandonasse a expedição e seguisse viagem sozinho, até voltar para a Europa em 1825.
Quando retornou à Europa, foi direto para Paris, onde encontrou Godefroy Engelmann, um editor-litógrafo que possuía uma conhecida casa de litografia e se interessou em publicar os desenhos realizados por Rugendas em sua viagem pelo Brasil. A edição fascículos começaram em 1827 e a obra "Viagem Pitoresca Pelo Brasil" ganhou vida em 1835. Durante toda edição e conversão dos desenhos para litografias, Engelmann fez questão do acompanhamento de Rugendas. Porém, em 1828 ele viaja para a Itália e depois, para o México, dando início à sua segunda grande viagem latino americana, desta vez, por conta própria. Neste período, a produção de Rugendas passa por uma transformação, assimilando o que ele aprendera na Itália e desenvolvendo uma pintura a óleo, próxima às correntes Neoclassicismo e Romantismo. Depois de chegar no Rio de Janeiro, em 1845, até o momento da sua partida no ano seguinte, o artista produziu telas com temas e paisagens tipicamente brasileiras, com espaços bucólicos que refletem a ideia européia do Novo Mundo e do bom selvagem, assim como retratos da família imperial - e foi convidado a participar da Exposição Geral de Belas Artes. Quando retorna à sua terra natal, Rugendas cede sua coleção de obras para o Rei Maximiliano II em troca de uma pensão anual, mas ele acaba perdendo o salário por não produzir com a frequência esperada. Em 29 de maio de 1858, artista faleceu em uma situação financeira ruim e angustiado pelo fracasso artístico.

### Viagens pela América
Em setembro de 1821, Johann Moritz Rugendas foi contratado pelo barão Langsdorff para embarcar em uma expedição para o Brasil como ilustrador. Na época, ele estava cursando a Academia de Belas Artes de Munique, quando assinou um contrato, que dava ao barão a exclusividade sobre as suas obras. O pintor recebeu todos os materiais necessários e embarcou em 1822 para o Brasil. Durante o período que esteve no país latino-americano, Rugendas e Langsdorff se desentenderam algumas vezes, porque o barão achava que o artista queria publicar suas obras sem o consentimento dele, o que levou Rugendas a abandonar a expedição, seguir viagem para São Paulo, Minas Gerais, Mato Grosso, Espírito Santo, Bahia e Pernambuco e retornar à Europa em 1825.
Em sua segunda passagem na América Latina, que se iniciou em julho de 1831, no México, passando pelo Chile, Peru, Bolívia, Argentina, Uruguai e terminando no Rio de Janeiro, no Brasil, em 1846. Enquanto viajava, o autor desenvolveu gravuras características, nas quais se aprofundou durante a sua permanência em cada país. No México, Rugendas se aprofundou na vegetação e na paisagem; enquanto no Chile, ele se preocupou em retratar a população indígena da região de Araucânia através de retratos; no Peru, o autor realizou um impressionante trabalho sobre a arqueologia andina e a arquitetura colonial; em sua passagem pela Argentina e pelo Uruguai, ele trouxe sua atenção para o estilo de vida do gaúcho; quando chegou ao Brasil, mais especificamente ao Rio de Janeiro, Rugendas pintou paisagens, retratos da família imperial e do imperador D. Pedro II, assim como expôs suas obras de arte na academia carioca.

### Naturalismo
Nas expedições nas quais Rugendas embarcou, ele estava a serviço do conhecimento científico e acompanhado de viajantes naturalistas. Nas obras que produziu neste período, ele buscou registrar as paisagens, a topografia, a vegetação e o ambiente de uma forma precisa e metodológica. Estas obras, se tornaram objetos iconográficos e foram de suma importância para a criação da imagem da vida no ambiente tropical para os europeus. Outro ponto que tange a ótica naturalista é o de catalogação dos tipos e raças humanas. Rugendas desenvolveu um extenso trabalho desenhando retratos dos povos negros, mulatos e indígenas, estudando seus traços e características físicas.